# The Boomtown Rats (альбом)
The Boomtown Rats — дебютный студийный альбом ирландской нововолновой группы The Boomtown Rats, записанный группой с продюсером «Маттом» Лангом и выпущенный осенью 1977 года лейблом Mercury Records.
Альбом поднялся до #18 в UK Albums Chart. Из альбома вышли два хит-сингла: «Lookin’ After No. 1» (#11, август 1977, UK Singles Chart) и «Mary of the 4th Form» (#15, ноябрь 1977 UK).

## Восприятие
Работа новичков была замечена за океаном. Американский музыкальный журнал Billboard в выпуске от 8 октября 1977 года обратил внимание на «энергичный рок шестёрки панк-рокеров». Тексты их песен были названы причудливыми и ироническими, а «беспорядочные ритмы», со слов обозревателя, «были вызывающе исполнены в настойчивой манере». Известный публицист Роберт Кристгау, хотя и посетовал на неравномерность качества музыкального материала на разных сторонах пластинки, всё же поставил альбому одну из своих высших оценок. Record World охарактеризовал музыку ирландского коллектива как «жёсткий базовый рок-н-ролл с отрывистой гитарной и барабанной игрой» и выделил «Lookin’ After No. 1» и «Joey’s on the Street Again», сравнив последнюю с творчеством Брюса Спрингстина. Западногерманский ежемесячник Stereoplay также высоко оценил работу The Boomtown Rats, разглядев в ней следование традициям англосаксонской музыки, которой в данном случае присущи все характеристики новой волны. В феврале 1978 года Стив Симелс разместил обширный обзор на диск на страницах Stereo Review. В нём он рассуждал на предмет состоятельности дерзких заявлений молодых представителей новой волны и приходил к заключению, что даже если этот стиль не оставит после себя ничего более существенного The Boomtown Rats — игра уже стоила свеч. «Их дебютный альбом на Mercury, — писал Симелс, — это самый захватывающий и бескомпромиссный рок-н-ролл, который я слышал за последние годы, он бесконечно лучше, чем всё, что сделали некоторые престарелые авторитеты с начала этого десятилетия. Фактически, это самый потрясающий и левацкий дебютник со времён Брюса Спрингстина».

## Список композиций
Все тексты написаны Бобом Гелдофом, вся музыка написана The Boomtown Rats.
| №  | Название                         | Длительность |
| -- | -------------------------------- | ------------ |
| 1. | «Lookin’ After No. 1»            | 3:06         |
| 2. | «Neon Heart»                     | 3:55         |
| 3. | «Joey’s on the Street Again»     | 5:52         |
| 4. | «Never Bite the Hand that Feeds» | 2:45         |
| 5. | «Mary of the 4th Form»           | 3:30         |

| №  | Название                   | Длительность |
| -- | -------------------------- | ------------ |
| 1. | «(She’s Gonna) Do You In»  | 3:52         |
| 2. | «Close as You’ll Ever Be»  | 3:22         |
| 3. | «I Can Make It If You Can» | 5:42         |
| 4. | «Kicks»                    | 4:07         |

## Участники записи
Приведены по сведениям базы данных Discogs.

| The Boomtown Rats: - Боб Гелдоф — вокал, саксофон - Джерри Котт — гитара - Гарри Робертс — гитара, вокал - Джонни Фингерс — клавишные, вокал - Пит Брикетт — бас-гитара, вокал - Саймон Кроу — ударные, вокал Дополнительные музыканты: - Альби Доннелли — саксофон | Технический персонал: - Джон «Матт» Ланг — продюсер, инженер сведе́ния - Стив Браун — монтаж, инженерия, мастеринг, сведение - Сью Дюбуа — арт-директор, дизайн - Джефф Хэлпин — дизайн - Адриан Бут — фотография - Ханна Шарн — фотография |

## Позиция в хит-парадах и коммерческие показатели
| Год  | Хит-парад                        | Высшая позиция | Пребывание в чарте |
| ---- | -------------------------------- | -------------- | ------------------ |
| 1977 | Великобритания (UK Albums Chart) | 18             | 11 недель          |

| Регион                                                      | Сертификация | Продажи |
| ----------------------------------------------------------- | ------------ | ------- |
| Великобритания (BPI)                                        | Серебряный   | 60 000^ |
| ^ Данные о тиражах приведены только на основе сертификации. |              |         |